# Ray Romano
Raymond Albert (Ray) Romano (Queens (New York), 21 december 1957) is een Amerikaanse acteur en komiek. Hij speelde onder meer negen seizoenen de hoofdrol in de komedieserie Everybody Loves Raymond (1996-2005), waarvoor hij onder meer een Emmy Award won plus nog twee samen met alle acteurs.

## Biografie
Romano werd geboren in Queens in New York als de zoon van Albert en Lucie Romano. Hij bezocht de Elementary and Middle High School in Forest Hills en wilde aanvankelijk accountant worden.

### Carrière
Romano speelde eerst in een aantal komedieseries als Grilled en Everybody Loves Raymond. In 2000 won Romano 125.000 dollar bij het programma Who Wants to Be a Millionaire. Het volledige bedrag ging naar D.A.R.E.. In 2004 was Romano's salaris voor Everybody Loves Raymond 50.000.000 dollar. Hij was daarmee de bestbetaalde televisieacteur in de geschiedenis.

### Privéleven
Romano is getrouwd met Anna Scarpulla. Ze hebben samen vier kinderen, Alexandra (1990), de tweeling Matthew en Gregory (1993) en Joseph Raymond (1998). Romano speelt golf, zoals te zien is in zijn televisieprogramma Everybody Loves Raymond en de film Welcome to Mooseport. Ook is Romano te zien in de televisieregistratie van World Series of Poker 2007.

## Filmografie
- Fly Me to the Moon (2024) - Henry Smalls
- The Irishman (2019) - William "Bill" Bufalino
- The Big Sick (2017) - Terry
- Vinyl Televisieserie - Zach Yankovic (10 afl., 2016)
- Ice Age: Collision Course (2016) Manny (stem)
- Ice Age: The Great Egg-Scapade (2016) Manny (stem)
- Rob the Mob (2014) Cardoza (journalist)
- Ice Age: Continental Drift  (2012) Manny (stem)
- Ice Age: Dawn of the Dinosaurs (2009) Manny (stem)
- Hannah Montana Televisieserie - Zichzelf (Afl., We're All On This Date Together, 2008)
- The Last Word (2008) - Abel
- 'Til Death Televisieserie - Gast in Italiaans restaurant (Afl., The Italian Affair, 2007)
- The Grand (2007) - Fred Marsh
- Ice Age: The Meltdown (2006) - Manfred 'Manny' (Stem)
- Ice Age 2: The Meltdown (2006) - Manfred 'Manny' (Computerspel, stem)
- Grilled (Dvd, 2006) - Maurice
- Lost Historical Films on the Ice Age Period (Dvd, 2006) - Manfred 'Manny' (Stem)
- The Simpsons Televisieserie - Ray Magini (Afl., Don't Fear the Roofer, 2005, stem)
- The King of Queens Televisieserie - Ray Barone (Afl., Road Rayge, 1998|Rayny Day, 1999|Dire Strayts, 1999|Raygin' Bulls, 2005)
- Everybody Loves Raymond Televisieserie - Raymond 'Ray' Barone (210 afl., 1996-2005)
- Welcome to Mooseport (2004) - Handy Harrison
- Eulogy (2004) - Skip Collins
- Ice Age (2002) - Manfred 'Manny' (Stem)
- Saturday Night Live Televisieserie - Presentator (Afl., Ray Romano/The Corrs, 1999)
- Becker Televisieserie - Ray Barone (Afl., Drive, They Said, 1999)
- The Nanny Televisieserie - Ray Barone (Afl., The Reunion Show, 1998)
- Cosby Televisieserie - Ray Barone (Afl., Lucas Raymondicus, 1997)
- Dr. Katz, Professional Therapist Televisieserie - Ray (7 afl., 1995-1997, stem)
- Parenthood series Televisieserie Hank Rizzoli (series 4 to 6 /2012-2015)

### Scenario
- Everybody Loves Raymond Televisieserie (16 afl., 1997-2005)
- HBO Comedy Half-Hour Televisieserie (Afl., Ray Romano, 1996)